# Secret Obsession
Secret Obsession è un film del 2019 diretto da Peter Sullivan.
Il trailer è stato pubblicato il 9 luglio 2019, mentre il film è stato pubblicato su Netflix il 18 luglio 2019.

## Trama
In una notte di fitta pioggia, una ragazza di nome Jennifer si trova in una stazione di servizio e sta scappando da un uomo incappucciato armato di coltello, che la sta inseguendo per ucciderla. Nell’intento di fuggire, la giovane viene investita da un’auto e portata in ospedale, perdendo quasi del tutto la memoria. Nella struttura si presenta allora Russell Williams, dicendo di essere suo marito e impegnandosi affinché Jennifer ritrovi la memoria perduta.
Dopo del tempo, Jennifer viene dimessa in carrozzina dall’ospedale e portata a casa di Russell, dove cominciano la loro nuova vita insieme, anche se la donna inizia ad avere dei flash riguardo al suo misterioso assalitore. Intanto l’ispettore Page decide di dedicarsi al caso e comincia le indagini, ritrovando i cadaveri dei genitori di Jennifer nella loro casa, e scoprendo che in realtà colui che si spaccia per Russell, marito della donna, è un tale di nome Ryan Gaerity, collega di lavoro del vero marito di Jennifer.
Il falso Russell, seppur all’inizio accomodante e gentile, si rivela ben presto irascibile e violento e si comporta in modo strano, così Jennifer inizia a sospettare che lui non sia chi dice di essere. Nel computer di lui, inoltre, trova delle foto con il volto dell'uomo photoshoppato su quello di un altro, ossia il suo vero marito, per falsificarle. Jennifer si rende quindi conto di essere in pericolo e prova a scappare, ma Ryan la tramortisce con una pietra, le dà delle medicine per farla dormire e la lega al letto. Intanto l’ispettore Page giunge alla casa per parlare con Ryan ma viene tramortito mentre è distratto. Ryan poi, sotto domanda di Jennifer, decide di raccontarle tutta la verità, cioè che era ossessionato da lei sin da quando l’aveva vista sul posto di lavoro, dove lei ha conosciuto Russell e che è stato lui a uccidere Russell e i genitori di lei. Le confessa inoltre che aveva in programma di eliminare anche lei, e che però l'incidente con la macchina gli ha rovinato i piani.
Jennifer riesce a liberarsi dal letto e scappa, mentre l’ispettore riprende conoscenza. Fuori dalla casa nasce allora una colluttazione tra Jennifer e Ryan, che intanto ha preso una pistola, e che però perde a causa dell’ispettore che lo attacca da dietro. Jennifer ne approfitta, raccoglie la pistola e spara a Ryan, uccidendolo.
Tre mesi dopo la donna, ormai ripresasi dalla disavventura, saluta l’ispettore Page che si sta per trasferire in un’altra città e lui le consegna un bigliettino che aveva trovato sul posto di lavoro di lei: è una dedica d’amore di suo marito Russell.